# 多啦A夢族 怪盜多啦賓 神秘的挑戰書
《多啦A夢族　怪盜多啦賓　神秘的挑戰書!!》（香港又译作）于1997年3月8日与《大雄的上鏈都市歷險記》同年在日本上映，由米谷良知执导。片長30分鐘。本電影未曾於中文使用地發行影音產品或上映，僅印行書籍。

## 故事简介
多啦A夢族受到了寺尾台校长寄来的立体邮件，说是引起世间骚动的怪盗多啦賓，顶上了校长的新研究所。
多啦A夢族匆忙赶了去，可等待他们的却是伪装成校长的多啦賓。他把多啦A夢族等人变成了铜像，还夺走了好友通讯卡。
可恰巧是，多啦默德三世跟多啦尼奧因为拿错了卡，幸运地没有被变成铜像。后来二人了解到，多啦賓是因为阿奇莫夫博士绑架了少女绵绵，并用特殊的、能勒紧项圈要挟多啦賓这么做。阿奇莫夫博士的目的实际上是为了给他的能控制世界所有机器人的阿奇莫夫机能量。
最后，由于多啦賓意识到被骗了，将七小子恢复了原样，并合力打败了阿奇莫夫。

## 配音演员
| 角色         | 配音員   |
| ------------ | -------- |
| 多啦默德三世 | 佐藤正治 |
| 多啦尼奧     | 鈴木みえ |
| 多啦小子     | 難波圭一 |
| 王多啦       | 林原惠   |
| 艾・馬達多啦 | 中尾隆聖 |
| 多啦尼考夫   | 櫻井敏治 |
| 多啦A夢      | 大山羡代 |
| 多啦賓       | 神谷明   |
| 寺尾台校長   | 永井一郎 |
| 綿綿         | 佐久間玲 |
| 阿滋莫夫博士 | 銀河万丈 |

## 工作人员
- 原作：藤子·F·不二雄
- 監督：米谷良知
- 脚本：寺田憲史
- 演出：錦織博
- 作画監督：高倉佳彥
- 美術監督：鈴木朗
- 撮影監督：熊谷正弘
- 録音監督：大熊昭
- 音楽：宮崎慎二、浜口史郎
- 编辑：岡安肇
- 動画核对：原佳寿美
- 特殊効果：土井通明
- 色彩設計：照屋美和子
- 原画：佐佐木正勝、林静香、原勝徳、西村博之、吉田詔治、古山匠、大久保修、島津郁雄、大黒育
- 動画：角田恵子、渡辺信司、石野清人、小林稔和
- 彩色：スタジオキリー、ベガエンタテイメント、ライトフット
- 动画协助：ベガエンタテイメント
- 背景：スタジオユニ
- 撮影：東京アニメーションフィルム
- エリ合成：旭Production
- 编辑：小島俊彥、中葉由美子、村井秀明、川崎晃洋、三宅圭貴
- 效果：松田昭彦（フィズサウンドクリエイション）
- 录音工作室：APU MEGURO STUDIO
- 整音：内山敬章

## 主題曲
| 歌曲                               | 作詞     | 作曲     | 编曲       | 演唱                       |
| ---------------------------------- | -------- | -------- | ---------- | -------------------------- |
| 因為我們是朋友'97（友達だから'97） | 武田鐵矢 | 山本康世 | 相良まさえ | 山野智子、森之木兒童合唱團 |